# 荒尾市立荒尾第三小学校
荒尾市立荒尾第三小学校（あらおしりつ あらおだいさんしょうがっこう）は、かつて熊本県荒尾市万田にあった公立小学校。

## 沿革
- 1924年（大正13年） - 荒尾北尋常小学校から分離し荒尾第三尋常小学校開校
- 1941年（昭和16年） - 荒尾第三国民学校と改称
- 1947年（昭和22年） - 荒尾市立荒尾第三小学校と改称
- 2011年（平成23年） - 荒尾市立荒尾第二小学校と統合し荒尾市立万田小学校となる。

## 学校周辺
- 妙国寺